# N/A
N/A o talvolta n/a è un'abbreviazione comune nei paesi anglofoni nelle tabelle e negli elenchi con il significato di non applicabile, non disponibile, non valutato o nessuna risposta.
Viene utilizzato quando le informazioni in una determinata cella di tabella non vengono fornite, oppure perché non si applicano a un caso particolare in questione, oppure ancora perché la risposta non è disponibile. Tale notazione può essere utilizzata su molti diversi tipi di tabelle e moduli.
La notazione era in uso già dagli anni venti: la si trova, ad esempio, in una guida del 1925 per condurre sondaggi sulla comunità e che istruiva coloro che facevano domande per il sondaggio:
(Edmund de Schweinitz Brunner, Surveying Your Community: A Handbook of Method for the Rural Church, 1925, p. 76)
La guida prosegue indicando che ogni spazio vuoto dovrebbe essere riempito, anche solo per indicare che lo spazio vuoto non è applicabile, in modo che coloro che elaborano i sondaggi possano vedere che lo spazio vuoto non è stato semplicemente trascurato.  Una circolare informativa dell'agenzia federale Bureau of Mines del Dipartimento degli interni degli Stati Uniti, nello stesso anno, specificava l'utilizzo della dicitura "NA" per indicare che le informazioni erano "non disponibili" e "NAp" per indicare che un'informazione di categoria era "Non applicabile".
Nei primi anni della programmazione informatica, i moduli che richiedevano la compilazione di campi potevano causare problemi laddove nessuna risposta sarebbe stata applicabile per determinate persone che compilavano il modulo. Prima che i programmatori venissero a conoscenza di un problema con un campo particolare, le persone che lo compilavano potevano usare un termine come questo, che il programma che elabora erroneamente come un'intenzione di fornire le informazioni richieste. Ad esempio, se un modulo conteneva il campo per un secondo nome e la persona che compila il modulo inseriva "N/A", il computer poteva interpretare "N/A" come secondo nome della persona; questo a sua volta poteva comportare che la persona ricevesse la posta dall'azienda che ha prodotto il modulo con "N/A" dove normalmente comparirebbe un secondo nome.

## In italiano
La dicitura N/A non è comunemente utilizzata nella lingua italiana, anche se è entrata a far parte dei dizionari di linguistica (talvolta come N.A. con il significato di "non applicabile" e affiancata alla dicitura N.D. con il significato di "non disponibile"). Nel 2019 il sindacato CISL Pensionati della Lombardia lo inserisce nella lista delle Sigle e acronimi del Welfare in Lombardia con il significato di "non autosufficienza" in riferimento alle persone fisiche. Nella forma N.D. l'abbreviazione è inclusa nel Glossario degli acronimi e delle abbreviazioni in uso del Policlinico Gemelli di Roma. Le due abbreviazioni si trovano anche elencati nel glossario dell'agenzia per il controllo e la qualità dei servizi pubblici locali di Roma (istituita dal Consiglio Comunale di Roma il 14 marzo 2002) e nel glossario degli acronimi e delle abbreviazioni della regione Lazio, in allegato al documento di indirizzo sulla sicurezza della terapia farmacologica.
Le forme NA e ND sono utilizzate anche nelle graduatorie ATA di terza fascia, che permettono di ottenere un impiego nelle scuole italiane svolgendo ruoli di Ausiliari, Tecnici o Amministrativi con due differenti significati: NA sta per "non applicabile" (ovvero quando il candidato non è inserito in graduatoria); ND sta per "non disponibile" (cioè quando il candidato è stato inserito in graduatoria ma la sua visualizzazione non è stata autorizzata).
In ambito assicurativo gli acronimi scritti in forma N.A. e N.D. sull'attestato di rischio relativo all'assicurazione RCA di un autoveicolo o motoveicolo indicano, rispettivamente, un periodo "non assicurato" o un dato "non disponibile" e possono portare i soggetti che hanno stipulato l'assicurazione a delle penalizzazioni anche gravi.
Le abbreviazioni NA e ND non sono da confondere con l'acronimo NDAC che invece è utilizzato prevalentemente in ambito informatico, scientifico, medico e ingegneristico con il significato di "not data accepted" ("dato non accettato").